# Museo delle isole Pitcairn
Il museo delle isole Pitcairn è un museo situato nelle Isole Pitcairn, un territorio britannico d'oltremare nell'Oceano Pacifico meridionale. Il museo, dopo essere stato ospitato in una scuola per molti anni, si è trasferito in un nuovo edificio nel 2005.
Il museo contiene antichi manufatti come strumenti di pietra, che furono realizzati dai polinesiani prima dell'arrivo degli ammutinati, cimeli del naufragio della HMS Bounty, una carriola e vari libri e articoli sulla storia delle isole di Pitcairn.